# Virginia (jeu vidéo)
Virginia est un jeu vidéo d'aventure développé par Variable State et édité par 505 Games, sorti en 2016 sur Windows, Mac, PlayStation 4 et Xbox One.

## Accueil

### Critique
Le jeu a reçu des critiques très diverses oscillant du très mauvais à l'excellent.
- Destructoid : 3/10[1]
- Game Informer : 9,25/10[2]
- Jeuxvideo.com : 9/20[3]
- PC Gamer : 72 % [4]
- Time : 4,5/5[5]

### Récompenses
- BAFTA 2017
  - BAFTA de la meilleure musique
  - Nommé au BAFTA du meilleur jeu britannique
  - Nommé au BAFTA du meilleur premier jeu